# Монтсеррадо
Монтсеррадо (англ. Montserrado County) - одне з графств Ліберії.

## Географія
Розташоване на заході центральної частини країни. Межує з графствами: Маргібі (на сході), Бонг (на півночі) і Бомі (на заході). На півдні і південному заході омивається водами Атлантичного океану. Площа становить 1908 км ². Адміністративний центр - місто Бенсонвіль. На території графства знаходиться столиця країни, місто Монровія. Річки Монтсеррадо включають: Сент-Пол, Месурадо, Ду і По.

### Клімат
Клімат графства - тропічний. Річна норма опадів становить близько 1900 мм. Сезон дощів триває з травня по листопад, а сухий сезон - з грудня по квітень. Під час сухого сезону з боку Сахари нерідко дме гарячий вітер харматан, що створює значні коливання температури з грудня по початок березня.

## Населення
Населення за даними перепису 2008 року - 1144806 чоловік (1-е місце серед графств країни); середня щільність населення - 600,00 чол./км ².Християни становлять 68,2% населення; мусульмани - 31,8%. Близько 52% населення говорить на мові кпелле; близько 21% - на мові басса; 6% - на лорма; 4% - на кру і 3% - на інших мовах.
Динаміка чисельності населення графства по роках:
| 1984    | 1986    | 2008      | 2013      |
| ------- | ------- | --------- | --------- |
| 491 078 | 582 400 | 1 144 806 | 1 288 720 |

## Економіка
Основу економіки графства складає торгівля. Сільське господарство відіграє порівняно невелику роль; основні культури - маніок, рис, кукурудза, батат, овочі, банани, бобові та ін Тваринництво представлене головним чином розведенням свиней, курей і качок. Є плантаціі какао, цукрової тростини, ананасів, горіхів кола, олійної пальми і каучуконосів (всі ці продукти йдуть переважно на експорт).
На території графства знаходиться найзавантаженіший порт країни - порт Монровія. В місті Монровія знаходиться Центральный банк Ліберії.